# Bilokrînîțea, Zboriv
Bilokrînîțea (în ucraineană Білокриниця) este un sat în comuna Trosteaneț din raionul Zboriv, regiunea Ternopil, Ucraina.

## Demografie
Componența lingvistică a localității Bilokrînîțea
     Ucraineană (100%)
Conform recensământului din 2001, toată populația localității Bilokrînîțea era vorbitoare de ucraineană (100%).